# Альберндорф-ин-дер-Ридмарк
Альберндорф-ин-дер-Ридмарк (нем. Alberndorf in der Riedmark) — коммуна (нем. Gemeinde) в Австрии, в федеральной земле Верхняя Австрия.
Входит в состав округа Урфар. Население составляет 3743 человека (на 31 декабря 2005 года). Занимает площадь 41 км². Официальный код — 41 601.

## Политическая ситуация
Бургомистр коммуны — Йозеф Мозер (АНП) по результатам выборов 2003 года.
Совет представителей коммуны (нем. Gemeinderat) состоит из 25 мест.
- АНП занимает 15 мест.
- СДПА занимает 9 мест.
- АПС занимает 1 место.